# MAN Truck & Bus
マン・トラック & バス（MAN Truck & Bus, 旧:MAN Nutzfahrzeuge AG, IPA:ドイツ語発音: [ˈman ˈnʊtsˌfaːɐ̯tsɔʏɡə ʔaːˈɡeː]）は、MAN SE最大の子会社であり、国際的な商用車製造メーカーの一社である。ドイツ、バイエルン州のミュンヘンに本社を置き、マン・トラック & バスは車両総重量(GVW）3.0tから5.5tの範囲でバンを生産し、7.49tから44t範囲でのトラックや、GVW250t以上となるロードトレインのほか、バス、路線バス、高速バスやそのシャーシの製造を行い、ディーゼルエンジンと天然ガスエンジンの製造も行っている。現在、トレイトンが100%の株式を保有しておりトレイトンの完全子会社である。
MANとはMaschinenfabrik Augsburg-Nürnberg IPA:ドイツ語発音: [maˈʃiːnənfaˌbʁiːk ˈʔaʊksbʊʁk ˈnʏʁnbɛʁk; -faˌbʁɪk-]のアクロニムであり、意味は「機械工場 アウクスブルク=ニュルンベルク」となり、それ以前の社名は「MAN AG」であった。
MAN製品であるトラックとバス、並びにプレミアムコーチとなるネオプランはマン・トラック & バスブランドに属している。
2011年1月1日、MAN Nutzfahrzeuge（商用車の意）社は、自社製品を国際市場に反映するため社名を「MAN Truck & Bus」に改名している。なお社名である「MAN」は英語圏ではマン、ドイツ語圏や欧州に於いてはエム・アー（エー）・エヌと呼称される。

## 歴史

### 1700年代
- 1758年 - ルール地方初となる重工業企業「聖アントニー製鉄所」としてオーバーハウゼンで操業を開始する[1]。
- 1782年 - オーバーハウゼンでGute Hoffnung（グート・ホフヌング:希望）製鉄所が始動[1]。
- 1787年 - ラウエンダール（英語版）石炭鉄道に対し鉄製のレールを供給する。ラウエンダール石炭鉄道はドイツ初となる馬車鉄道を運行した企業であった[1]。

### 1800年代
- 1805年 - スイス、チューリッヒにSulzer-Escher Wyss社を設立[1]。
- 1808年 - オーバーハウゼンで「聖アントニー」「グート・ホフヌング」「ノイエ・エッセン（Neue Essen）」の製鉄所3社が合併し、Hüttengewerkschaft und Handlung Jacobi（鉄鋼と貿易）社を設立[1]。
- 1814年 - 蒸気エンジンを初納入[1]。
- 1839年 - 蒸気機関車を初納入[1]。
- 1840年 - アウクスブルクにサンダー機械工業（Sander'sche Maschinenfabrik）を設立[1]。
- 1841年 - ニュルンベルクに Klett & Comp.社を設立[1]。
- 1844年 - サンダー機械工業、社名を C. Reichenbach'sche Maschinenfabrikに変更する[1]。
- 1845年 - 初となる高速印刷機を開発[1]。
- 1857年 - アウクスブルクに於いて法令書式上の正式名称として社名をC. Reichenbach’sche Maschinenfabrik から Maschinenfabrik Augsburg Aktiengesellschaftに変更[1]。
- 1873年 - Klett & Comp.社名を Maschinenbau Actiengesellschaft（AG） に変更。オーバーハウゼンで Hüttengewerkschaft und Handlung Jacobi 社と Haniel & Huyssen社が合併し、Gutehoffnungshütte (GHH) Actienverein für Bergbau und Hüttenbetrieb（合資会社 炭鉱と製鉄工業）に社名を変更[1]。現在MANのグループ企業でありトランスミッションの開発を行っている Mechanische Werkstatt von Johann Renk（Renk AG）社の前身となる[1]。

ドイツ初となる新聞印刷用輪転機と冷蔵庫システム・リンデ（System Linde）を開発する。
- 1893年 - Maschinenfabrik Augsburg Aktiengesellschaft 社とルドルフ・ディーゼル共同開発による初のディーゼルエンジンを開発。ドイツ国内で一番高い鉄道高架橋であるミュングステン橋（英語版）の建設を行う[1]。
- 1898年 - アウクスブルクとニュルンベルクの会社がアウクスブルクにて合併し、社名を Vereinigte Maschinenfabrik Augsburg und Maschinenbaugesellschaft Nürnberg A.-G.に変更[1]。

ヴッパータール空中鉄道の建設を開始、工事は1902年まで行われている。

### 1900年代
- 1900年 - 蒸気タービンの生産を開始[1]。
- 1903年 - 1971年にMANが買収したトラックとバス製造企業であるビュッシング（英語版）がトラックの製造を始める[1]。スイス企業アドルフ・ザウラー（Adolph Saurer AG）との提携を開始し、トラックの製造を行う[5]。
- 1904年 - GHHが初の蒸気タービンを開発[1]。
- 1908年 - Vereinigte Maschinenfabrik Augsburg und Maschinenbaugesellschaft Nürnberg A.-G. の社名変更を行い、現在の前身である Maschinenfabrik Augsburg-Nürnberg AG（M.A.N.）となっている[1]。
- 1911年 - 初のオフセット印刷機「ローランド」開発[1]。
- 1914年 - 第一次世界大戦の勃発。1918年まで続き、ドイツ帝国の敗戦により海外支店や特許権を喪失し、生産設備の削減を行う[1]。
- 1915年 - リンダウに Lastwagenwerke M.A.N.-Saurer（LWW） の商用車生産工場を設立。ザウラーとの合弁企業であった[1]。
- 1916年 - 生産工場をボーデン湖からニュルンベルクへ移転[1]。
- 1920年 - MANがGHHに加わる[1]。
- 1921年 - ニュルンベルク工場にトラック製造部門（TI）を統合。
- 1924年 - GHHの関連会社として Deggendorfer Werft und Eisenbau GmbH を設立。直噴式ディーゼルエンジンの開発と車体の低床化を行う[1]。
- 1926年 - 初の3軸トラック「S1H6」を開発[1]。
- 1930年 - GHHは、当時オランダの鉄鋼商社であったフェロスタール（英語版）を買収[1]。
- 1932年 - 当時世界最大の出力を誇った140/150psのフルトレーラーを開発[1]。
- 1934年 - ディーゼルエンジン用排気ガスターボチャージャーの開発を行う[1]。

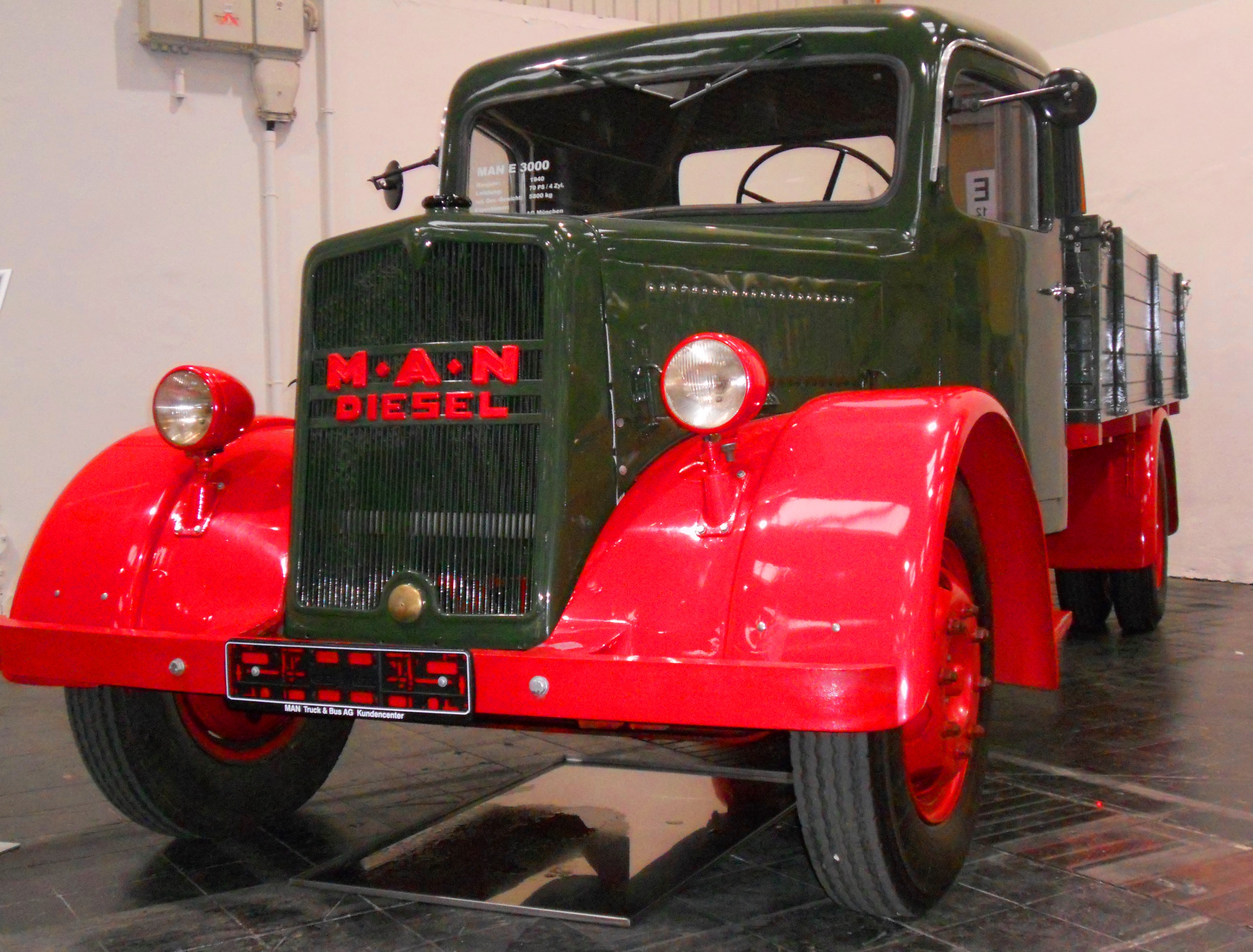
1940年式 MAN E 2

- 1950年 - 初のターボチャージャー付過給ディーゼルエンジンが46%のエネルギー効率比を達成[1]。
- 1951年 - ターボディーゼルエンジンを搭載したトラックの販売を開始[1]。
- 1952年 - 世界最大の金型押し出し機の開発。連続印刷可能なオフセット印刷機を開発。化学プラント用管型反応器の生産を開始[1]。
- 1955年 - ミュンヘンにトラック工場を開設[1]。

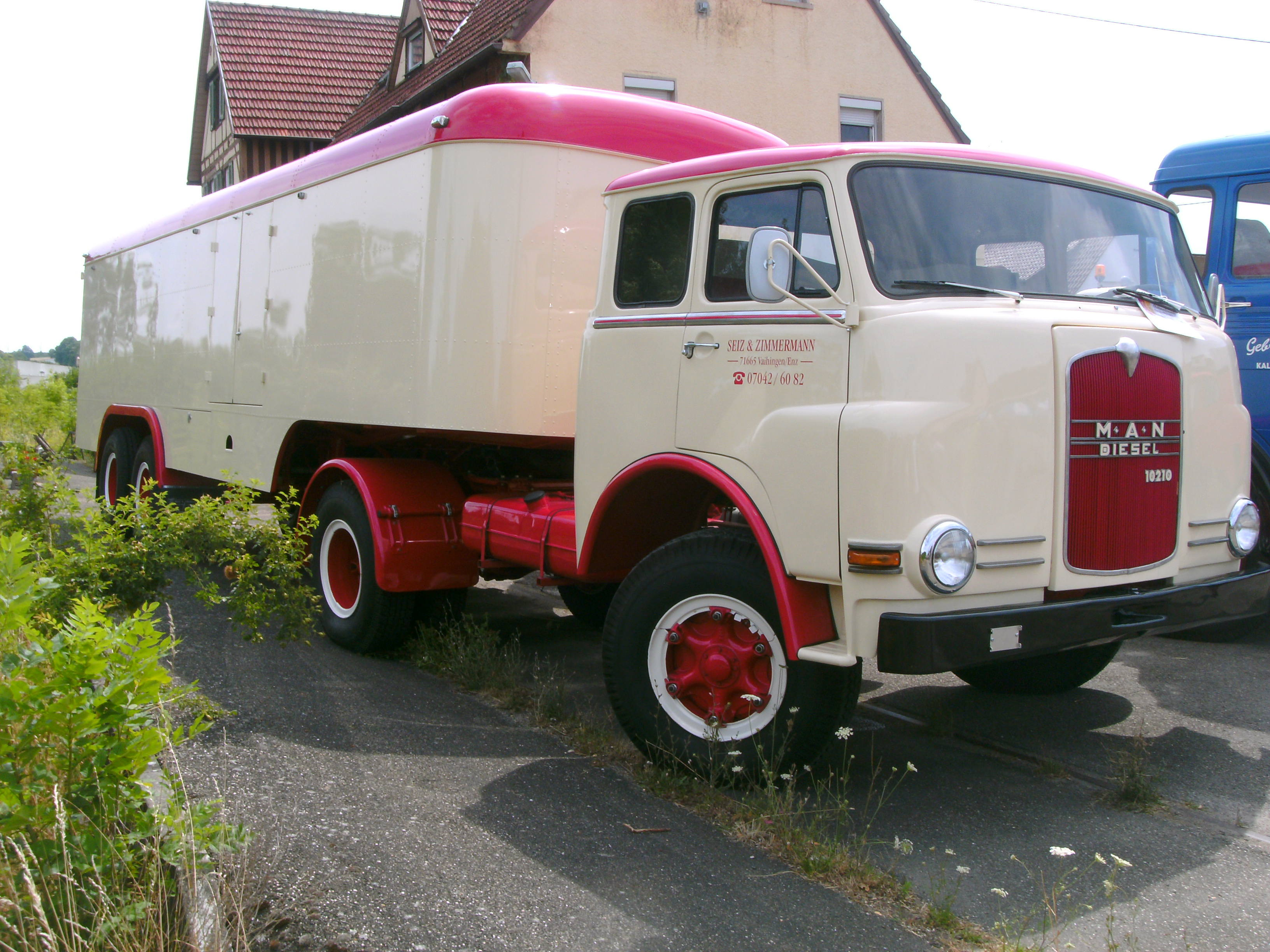
1962年製 MAN 10.210

- 1970年 - 世界最大のプラネタリーギアを開発[1]。
- 1971年 - 新技術部門がアリアンプロジェクトに参加。ブラウンシュヴァイクの企業 Automobilwerke AGBüssing（ビュッシング）の買収[1]。
- 1979年 - 印刷部門と合併し、オッフェンバッハ・アム・マインに MAN Roland Druckmaschinen AGが設立される[1]。
- 1980年 - デンマークのディーゼルエンジン製造業であったバーマイスター & ウェイン（英語版）を買収[1]。
- 1982年 - エネルギー効率比が50%を超える重車両用2ストロークディーゼルエンジンの開発[1]。
- 1984年 - M.A.Nの内部部門がそれぞれ独立した企業となる[1]。
- 1986年 - アリアン5ロケットのブースターケーシングの開発を行う。M.A.N.は GutehoffnungshütteAktienverein AGと合併し本社をミュンヘンに移設[1]。
- 1987年 - クイーン・エリザベス2に9基の4ストロークディーゼルエンジンを納入[1]。
- 1988年 - フランスのディーゼルエンジンメーカーSEMT ピルスティクの株式50%を購入[1]。
- 1990年 - 初の低床連節バスの販売[1]。
- 1994年 - バケット・ホイール・エクスカベーターなどのプラント、建機メーカーであったタクラフ（英語版）を買収した MAN TAKRAFFördertechnikGmbH と合併[1]。
- 1998年 - X-38のコンポーネントを納入[1]。

### 2000年代
- 2000年 - シュトゥットガルトのコーチビルダーであったネオプラン、イギリスのトラックメーカーERF、アメリカのトラックメーカーウェスタン・スター・トラックスを買収[1]。同年、ウェスタン・スターはダイムラーAGに買収される。
- 2006年 - MAN Roland は、2006年1月1日をもってアリアンツとの合弁企業に移管される。ブローム・ウント・フォスの蒸気タービン部門を買収[1]。MAN B＆W Diesel AG をヨーロッパ企業（SE）に変更し「MAN Diesel SE」に改称[1]。
- 2007年 - 2008年トラックオブザイヤーに輝いたTGS/TGXの発表[1]。
- 2008年 - 創業250周年を迎える[1]。
- 2009年 - 南米市場を対象としたマン・ラテン・アメリカをブラジルに設立[1]。
- 2010年 - MAN DieselとMAN Turboが合併してMAN Diesel＆Turboとなる[1]。
- 2011年 - MAN Nutzfahrzeugeは社名をMAN Truck＆Bus AGに変更。フォルクスワーゲンが筆頭株主となる[1]。
- 2018年 - MAN Diesel＆Turboは、MAN Energy Solutionsに社名を変更[1]。
- 2019年 - Renk AG と MAN Energy Solutions SE で構成されるMAN SEのパワーエンジニアリング事業は、2018年12月31日にフォルクスワーゲンAGに売却し、グループを離脱[1]。

## 製品

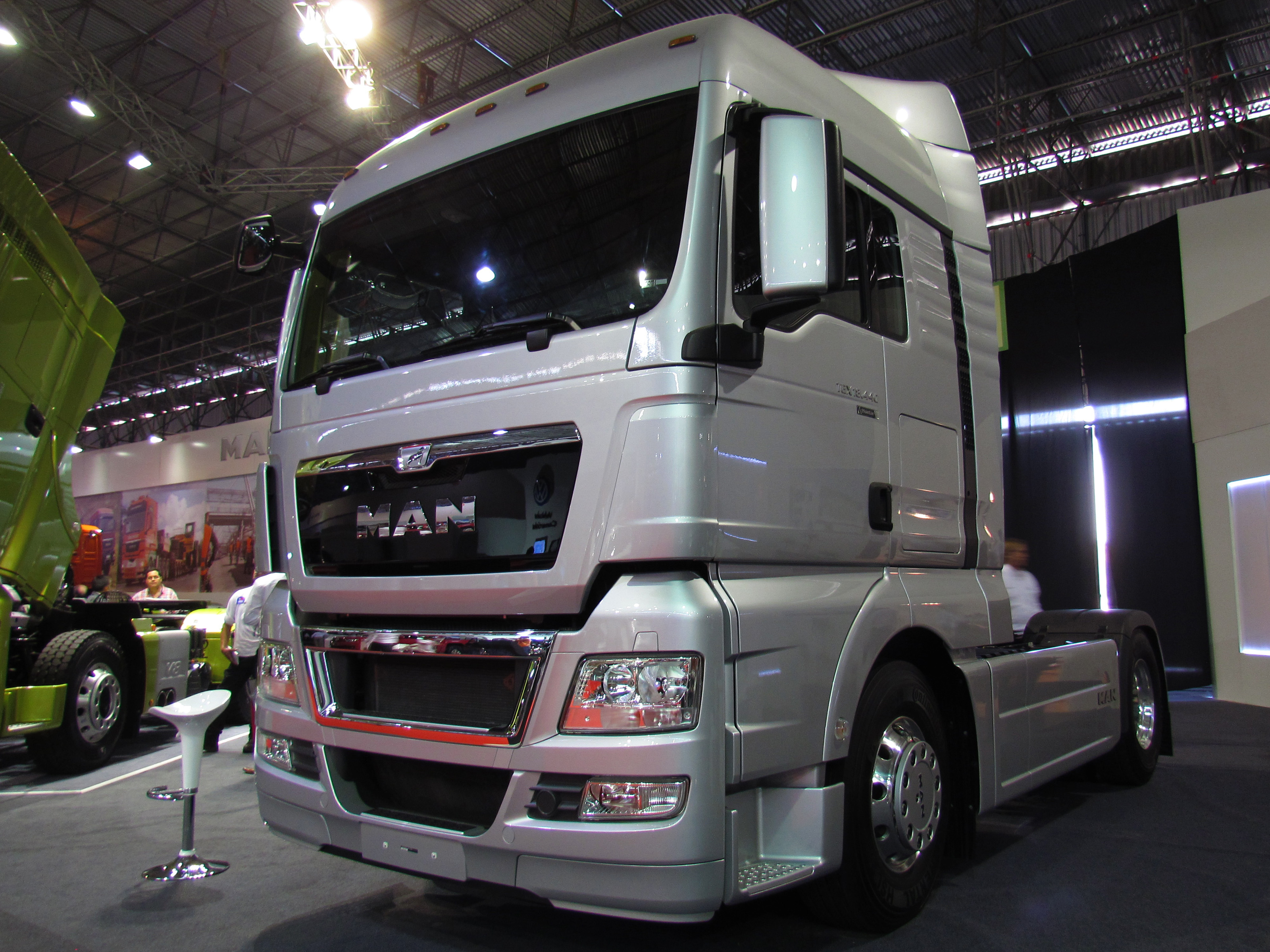
MAN TGX 18.440

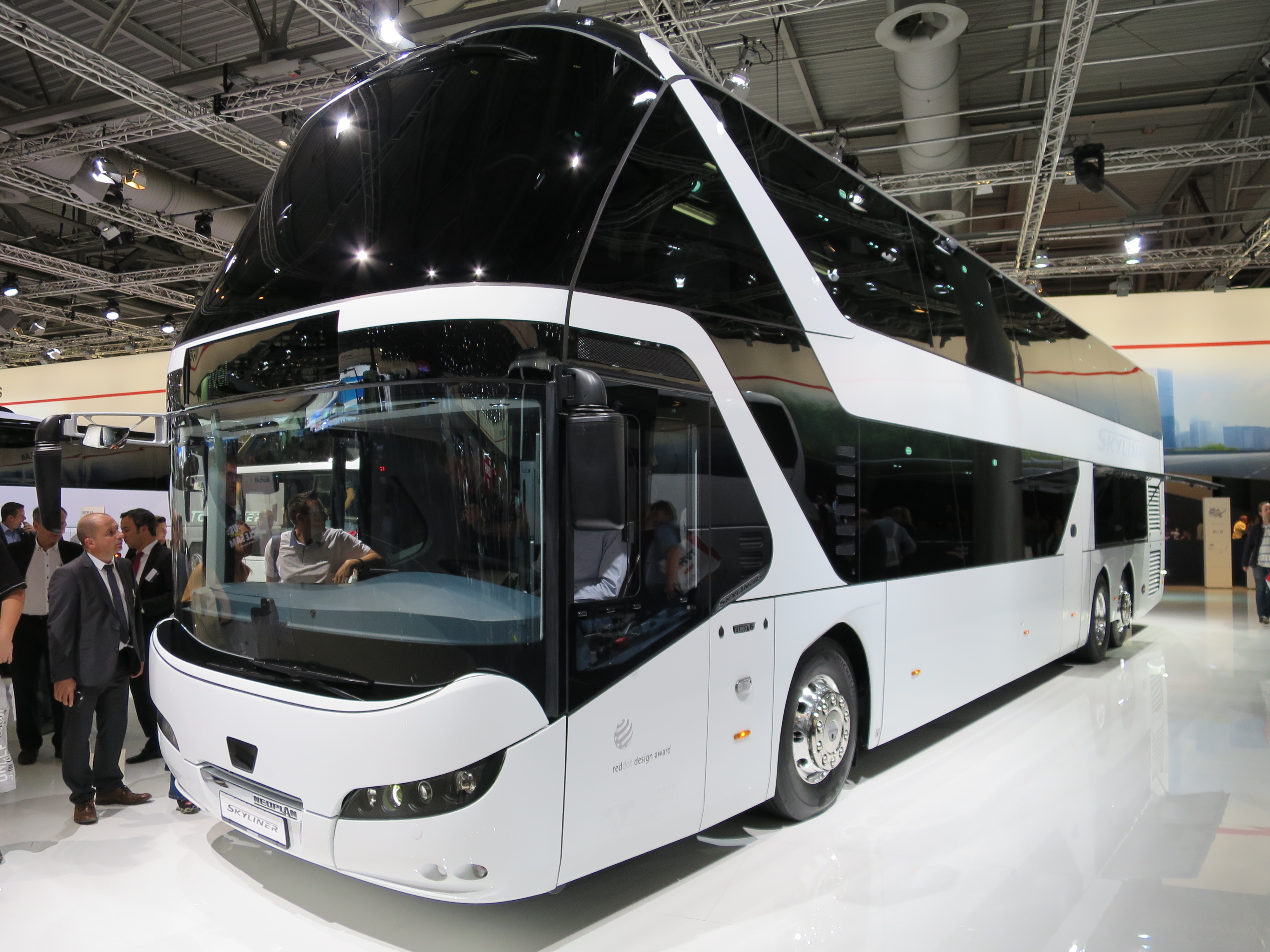
ネオプラン スカイライナー

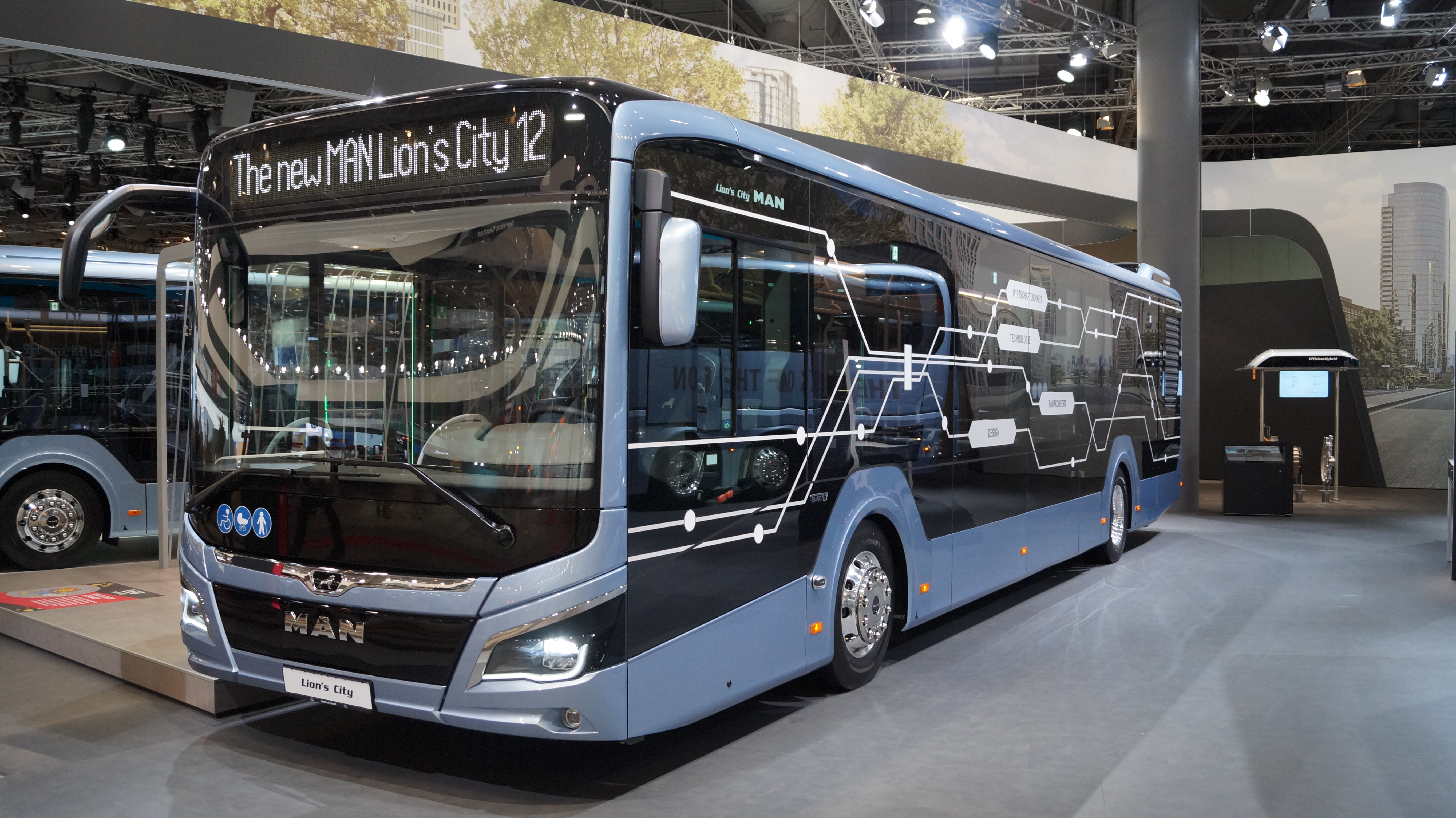
MAN ライオンズ・シティ

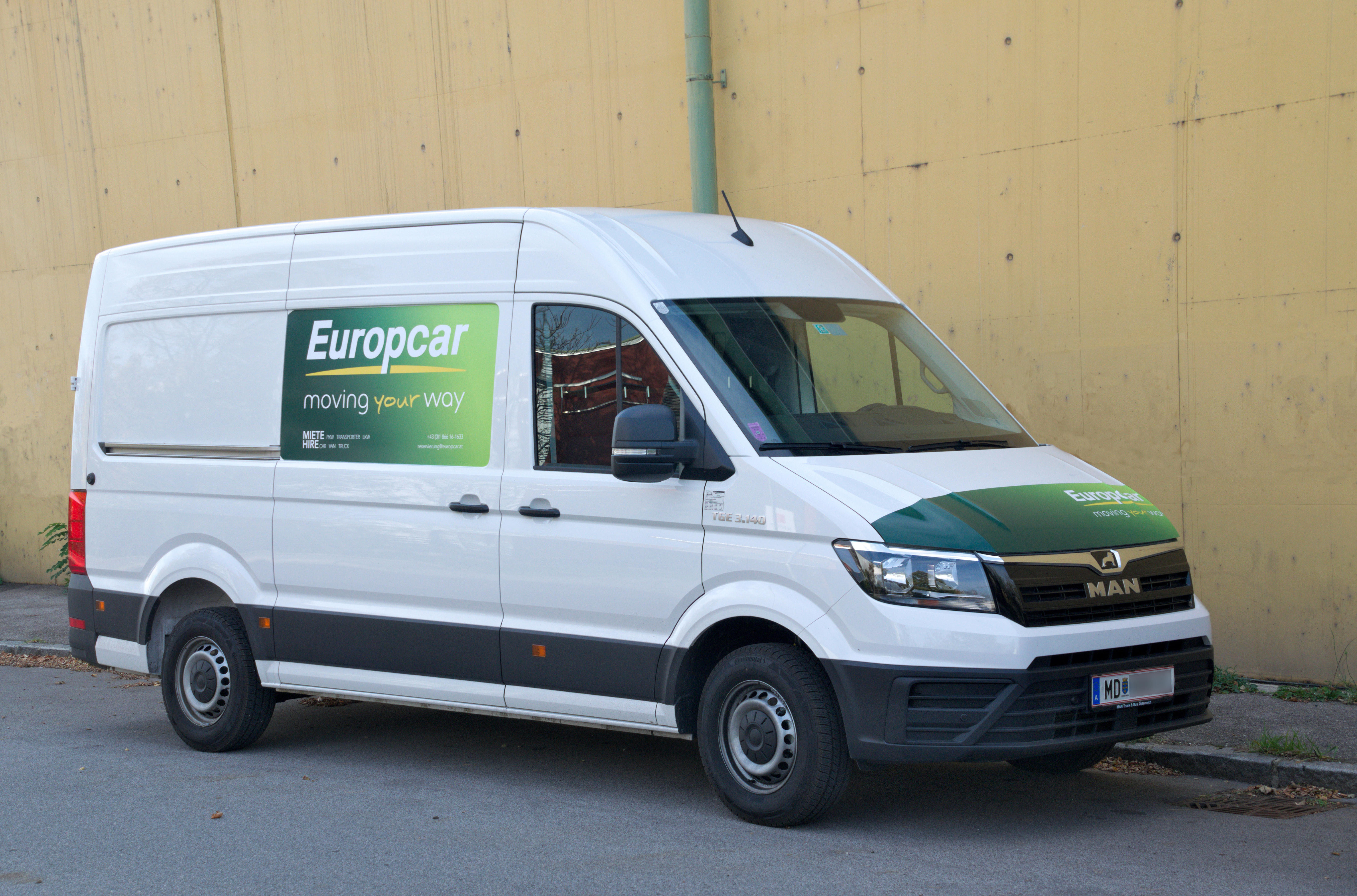
MAN TGE

### トラック
- TGX
- TGS
- TGM
- TGL

### ネオプラン
- スカイライナー
- スカイライナー・エクスプレス
- シティライナー
- ツアーライナー

### バス
- ライオンズ・コーチ
- ライオンズ・インターシティ
- ライオンズ・シティ
- ライオンズ・シティ G
- ライオンズ・シティ E
- ライオンズ・シティ Ü

### ミニバス・バン
- TGE
- eTGE

### エンジン
- MAN Engines - 車両、船舶、産業機械向け各種エンジンを取り扱う。

## 軍用車両
軍事車両はラインメタルとの合弁事業であるラインメタル・MAN・ミリタリー・ビークルズ（Rheinmetall MAN Military Vehicles, RMMV）での製造が行われている。株式の51%をラインメタルが保有し、残り49%をマン・トラック & バスが保有している。

### RMMV車両

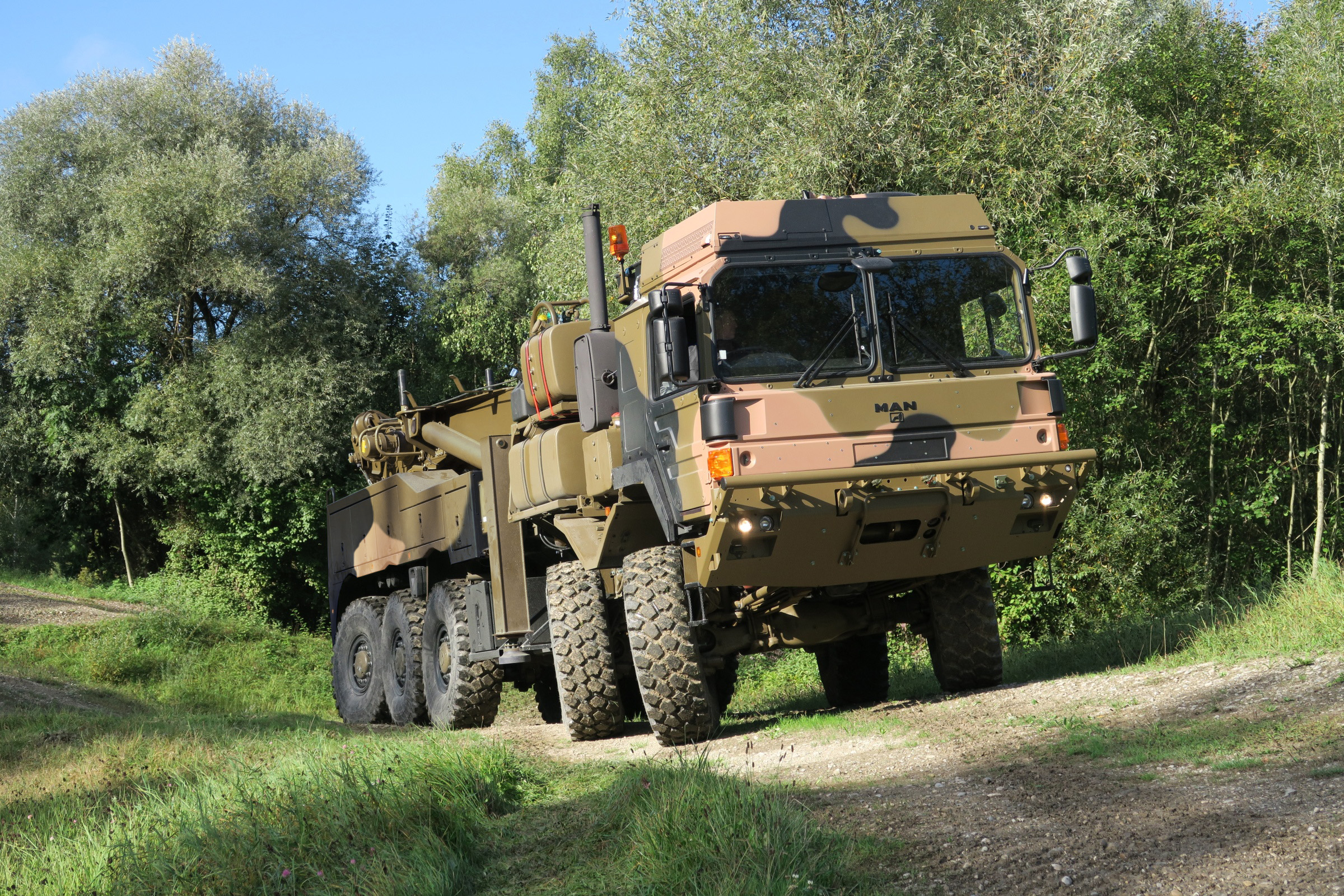
オーストラリア国防軍に採用された HX45M

- High Mobility Truck System

HXシリーズ。商用モデルであるTGXをベースに開発された。航空輸送が考慮され、状況に応じ適した装甲が容易に取り付けられる様設計されている。貨物用途から重量物牽引用トラクターまで用意されており、車軸数は重量によって変わるが、全て全輪駆動方式であり、車両総重量120トンまで対応が可能となっている。
- Medium Mobility Truck System

TGAシリーズ。シングルタイヤ8×8式全輪駆動車であり、不整地に特化している。
- Militarised Truck Excellence – TG-Mil

TG-Milファミリー。テクノロジー・ジェネレーション（TG）の略であり、低脅威環境で使用される一般的な人員、物資運搬車両となり、2軸から4軸まで多数の種類が用意される。民間モデルをベースに開発されている。
- Armouring

乗員の保護が考慮された重装甲トラック。モジュール式装甲と複合装甲で構成される。
- ALHS 17 – Automated Load Handling System

ISOコンテナを取り扱うロジスティックに特化した特殊車両。車体に取り付けられたアームにより自動でコンテナの積み卸しが可能となる。